# 광주 충효동 요지
광주 충효동 요지(光州 忠孝洞 窯址)는 무등산 북쪽 능선인 광주광역시 북구 금곡동에 위치하며, 무등산 분청사기 전시실이 마련되어 있으며, 발굴 후 보존된 길이 20.6m의 가마와 보호각 시설이 있다. 1964년 8월 29일 대한민국의 사적 제141호로 지정되었다.

## 개요
무등산 북쪽 충효동에 자리잡은 가마터로, 고려 후기에서 조선 전기까지 상감청자·분청사기·백자를 굽던 곳이다.
가마의 구조는 사람이 드나드는 출입시설·도자기를 집어넣는 번조실·굴뚝실로 이루어져 있으며, 둥근 무덤 형태가 연결된 모양으로 되어 있다.
『세종실록지리지』의 기록과 출토유물의 연도를 통해 1430년을 전후해 만들어지기 시작된 것으로 보고있다. 그 후 약 70∼80년간 자기제작이 지속되다가 16세기 초에 중단되었던 것으로 짐작된다.
초기에는 분청사기만 만들다가 백자가 생산되기 시작하면서 같이 제작했으나, 분청사기의 무늬가 조잡해지면서 생산량이 줄어들었다. 반면 백자를 본격적으로 제작하기 시작하면서 질이 좋아지고 생산량도 늘어 분청사기가마에서 백자가마로 성격이 바뀌었다. 백자는 크기가 작은 것이 주를 이루는데 비해 분청사기는 크고 작은 것 모두 있고, 종류도 접시·종지·잔·병·항아리·벼루·제기 등으로 매우 다양하다. 분청사기에 주로 사용된 무늬는 국화·나비·물고기·게·구름무늬 등이며 여러 무늬를 조합하여 그리기도 했다.
고려 말에서 조선 초까지 운영되었던 곳으로, 청자부터 분청사기를 거쳐 백자로 넘어가는 과정을 알 수 있게 해주는 중요한 유적이다.

## 발굴
1963년 최초 발굴 이후 1991년 추가발굴 되어 조사되었다. 발굴조사 결과 여러 기의 가마 유구와 다량의 유물이 출토되었고, 남품 관서명, 제작시기 등을 나타내는 명문이 있어 중앙관청에 납품하였던 중요한 요지로 밝혀졌다.

## 무등산 분청사기 전시실
1998년에 전시실을 개관하였다. 조선 초기 분청사기의 제작기법을 보여준다.

## 명칭 변경
원래 이름은 '광주충효동도요지'였으나, 2011년 현재의 명칭으로 변경되었다.

## 교통안내
- 시내버스 : 충효 187

## 참고 자료
- 광주 충효동 요지 - 국가유산청 국가유산포털